# サンドイッチ山
サンドイッチ山は大阪府枚方市穂谷にある標高313mの山である。生駒山地北部に位置するこの山は枚方市内最高峰でもあるが、頂上周辺は木々が覆っており眺望は開けていない。サンドイッチ山という名は標高の313ｍの数字313が3で1を挟んでいることから、サンドイッチ山と呼ばれているという説が有力であるが定かではない。